# Папски грб
Лични папски грбови користе се готово 800 година. Његова употреба почела је 1243. када је папа Иноћентије IV наручио да му се дизајнира лични грб по утврђеним правилима. Од тада, па све до данас сваки папа користи свој лични грб који најчешће дизајнирају надбискупи. Поглаварима римокатоличке цркве пре папе Иноћентија IV приписани су грбови. Укрштени кључеви симболизују папу а не Ватиканску престоницу и употребљавају се од 12. века.

## Грбови
- Фрања
(2013-2025)
- Бенедикт XVI
(2005-2013)
- Јован Павле II
(1978-2005)
- Јован Павле I
(1978)
- Павле VI
(1963-1978)
- Јован XXIII
(1958-1963)
- Пије XII
(1939-1958)
- Пије XI
(1922-1939)
- Бенедикт XV 
(1914-1922)
- Свети Пије X
(1903-1914)
- Лав XIII 
(1878-1903)
- Пије IX
(1846-1878)
- Гргур XVI
(1831-1846)
- Пије VIII
(1829-1830)
- Лав XII
(1823-1829)
- Пије VII
(1800-1823)
- Пије VI
(1775-1799)
- Климент XIV
(1769-1774)
- Климент XIII
(1758-1769)
- Бенедикт XIV
(1740-1758)
- Климент XII
(1730-1740)
- Бенедикт XIII
(1724-1730)
- Иноћентије XIII
(1721-1724)
- Климент XI
(1700-1721)
- Иноћентије XII
(1691-1700)
- Александар VIII 
(1689-1691)
- Bl. Иноћентије XI1
(1676-1689)
- Климент X
(1670-1676)
- Климент IX
(1667-1669)
- Александар VII
(1655-1667)
- Иноћентије X
(1644-1655)
- Урбан VIII
(1623-1644)
- Гргур XV
(1621-1623)
- Павле V
(1605-1621)
- Лав XI
(1605-1605)
- Климент VIII
(1592-1605)
- Иноћентије IX
(1591-1591)
- Гргур XIV
(1590-1591)
- Урбан VII
(1590-1590)
- Сикст V
(1585-1590)
- Гргур XIII
(1572-1585)
- Св. Пије V
(1566-1572)
- Пије IV
(1559-1566)
- Павле IV
(1555-1559)
- Марцелије II
(1555-1555)
- Јулије III
(1550-1555)
- Павле III
(1534-1549)
- Климент VII
(1523-1534)
- Хадријан VI 
(1522-1523)
- Лав X
(1513-1521)
- Јулије II
(1503-1513)
- Пије III
(1503-1503)
- Александар VI
(1492-1503)
- Иноћентије VIII
(1484-1492)
- Сикст IV
(1471-1484)
- Павле II
(1464-1471)
- Пије II
(1458-1464)
- Калист III
(1455-1458)
- Никола V
(1447-1455)
- Феликс V
(antipope at Basel ; 1439-1449)
- Еугеније IV
(1431-1447)
- Мартин V
(1417-1431)
- Јован XXIII
(antipope at Pisa ; 1410-1415)
- Александар V
(antipope at Pisa ; 1409-1410)
- Гргур XII
(1406-1415)
- Иноћентије VII
(1404-1406)
- Benedict XIII
(antipope at Avignon ; 1394-1417)
- Бонифације IX
(1389-1404)
- Климент VII
(antipope at Avignon ; 1378-1394)
- Урбан VI
(1378-1389)
- Гргур XI
(1370-1378)
- Урбан V
(1362-1370)
- Иноћентије VI
(1352-1362)
- Климент VI
(1342-1352)
- Бенедикт XII
(1334-1342)
- Јован XXII
(1316-1334)
- Климент V
(1305-1314)
- Бенедикт XI
(1303-1304)
- Бонифације VIII
(1294-1303)
- Целестин V
(1294-1294)
- Никола IV
(1288-1292)
- Хонорије IV
(1285-1287)
- Мартин IV
(1281-1285)
- Никола III
(1277-1280)
- Јован XXI
(1276-1277)
- Хадријан V
(1276-1276)
- Иноћентије V
(1276-1276)
- Гргур X
(1271-1276)
- Климент IV
(1265-1268)
- Урбан IV
(1261-1264)
- Александар IV
(1254-1261)
- Иноћентије IV
(1243-1254)
- Целестин IV
(1241-1243)
- Гргур IX
(1227-1241)
- Хонорије III
(1216-1227)
- Иноћентије III
(1198-1216)

## Сродни грбови
- Грб
Свете столице
- Грб
Ватикана
- Симбол са
заставе Ватикана
- Симбол у употреби
када је Света столица
упражњена
